# 牛首山
牛首山是位于中国江苏省南京市江宁区的低山丘陵，属于宁镇丘陵西段南支，主峰海拔242.9米，因山顶南北双峰似牛角而得名（《金陵览古》：“遥望两峰争高，如牛角然”），又名天阙山，民间又叫牛头山。
自南朝起，牛首山一带佛教鼎盛，是佛教牛头禅发祥地，有宏觉寺和始建于唐朝的宏觉寺塔。1130年（宋高宗建炎四年），岳飞在牛首山、韩府山一带大败金兀术，抗金故垒至今犹存。牛首山南麓还有明三宝太监郑和墓。

## 历史
公元317年，司马睿渡江建立东晋并定都于建康（今南京）。想要在正南门宣阳门（今中华门）外监理双阙。丞相王导深知东晋初建不宜大兴土木，请司马睿出宣阳门南望牛首山，趁机劝说司马睿：“此天阙也，岂烦改作！”司马睿打消兴建双阙的想法，改牛首山为天阙山。
公元459年，南朝宋大明3年，在其山建设幽栖寺。
公元461年，南朝宋大明5年，高僧辟支和尚曾在牛首山西峰南坡山洞里修行过，辟支和尚住过的山洞称辟支佛洞，又叫佛窟洞，牛首山当时被称为仙窟山。
公元503年，南朝梁天监2年，司空徐度于佛窟寺（今宏觉寺），该寺位于牛首山南。
公元643年，唐贞观17年，法融禅师接受禅宗四祖道信之点拨，于幽栖寺北岩建立茅茨禅室并创立牛头禅宗，后授徒传法。
公元774年，唐大历9年，牛首山建成宏觉寺塔，又称之为唐塔。
公元943年，南唐李昪与他皇后宋氏的“钦陵”、中主李璟与他皇后钟氏的“顺陵”安葬于牛首山南麓，并称为南唐二陵。
公元1050年，北宋皇祐2年初期，在牛首山西峰原佛窟寺处建立辟支塔。
公元1436至1449年，明宣德8年4月，郑和在印度西海岸古里去世，后葬于牛首山。
公元1636至1948年，清代时期，弘觉寺为避乾隆名讳弘历，改为宏觉寺。民国时期，宏觉寺再次更名为普觉寺。
1993年，宏成法师重建宏觉寺，并将新寺地址选在祖堂山（原幽栖寺遗址）旁边。
2008年7月，在大报恩寺遗址（长干寺地宫）出土装有佛顶骨舍利的铁函文物。
2010年6月12日，上午9点15分，栖霞寺密藏千年的“释迦牟尼佛佛顶真骨”再次重现。同年，经过宗教和文化行政主管部门、佛教和文物界研究的同意，在牛首山遗址公园内建地宫安奉佛顶骨舍利。
2011年9月，经过江宁区政府对《天阙藏地宫，双塔出五禅——牛首胜境》方案，并确定释迦牟尼佛佛顶骨舍利安奉的地点，以及最终方式。
2015年10月27日，牛首山释迦牟尼佛顶骨舍利供奉大典举行，同时牛首山文化旅游区也落成并开园。

## 景点
牛首山文化旅游区的核心区设计理念为「补天阙、修圣道、藏地宫、现双塔、兴佛寺、弘文化」。

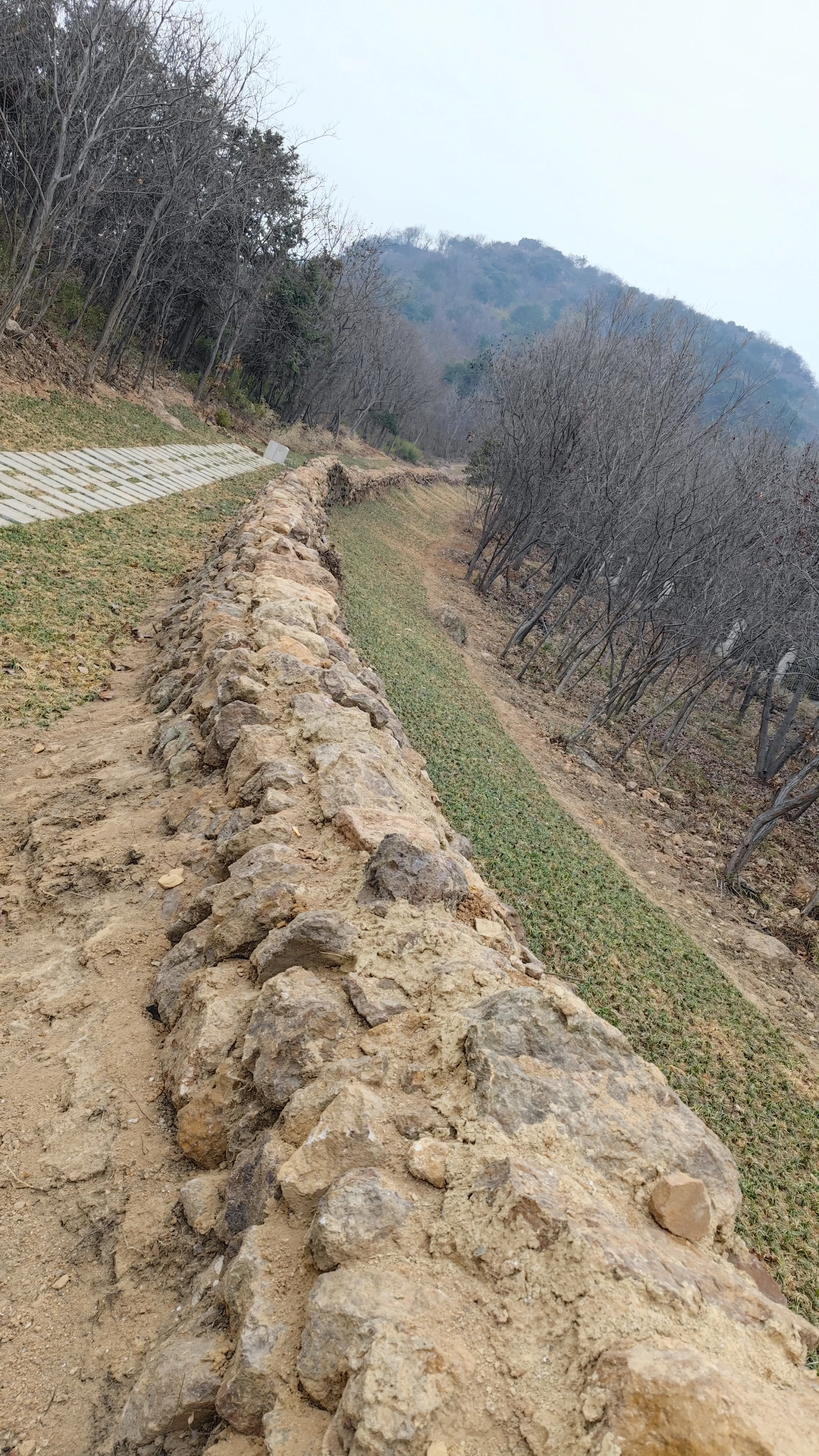
岳飞抗金故垒

### 岳飞抗金故垒
岳飞抗金故垒是岳飞大战牛首山时用赤褐色石块垒成的围墙，底宽0.5米，高约1.5米，蜿蜒起伏，高低错落。虽距今已有860年，但故垒遗存至今，目前还保留有一段200米长的石垒遗址。

### 佛顶宫
佛顶宫是供奉了佛顶骨舍利的深坑建筑，长220米，宽160米，总体高度89.3米，单体建筑面积约13.6万平米。整座建筑的地上部分包括大穹顶与小穹顶。这个穹顶的长轴长度是220米，短轴130米，最高处距佛顶广场地面约52厘米。佛顶宫的下半部是一个莲花宝座，由56座飞天菩提门和56根云纹如意柱组成。
佛顶宫是利用废弃的矿坑建成的。从1937年到1958年期间，牛首山西峰的山体受到了两次破坏性的铁矿开采，形成了一个60多米深的矿坑，只留下东峰。

#### 禅境大观

禅境大观中的卧佛

禅境大观位于佛顶宫地上部分，呈椭圆形，南北长112米，东西宽62米，建筑总高为46.5米，空间面积超过6000平方米。正中央部分有一玉制卧佛。

#### 千佛殿
千佛殿高约28米，供奉了1343尊佛和菩萨，是根据唐密金刚界曼陀罗供养会进行设计布局，描绘了佛和菩萨相互供养的殊胜场景。

#### 万佛廊
千佛殿外圈为万佛廊。万佛廊是一条环形的回廊，共有两层，每一层以若干千佛龛墙与不同形式的壁画组成，整体按照十二生肖配本命佛八尊的方式来构成，每尊佛像都有不同的手印变化。万佛廊供奉有十二生肖本命佛的其中4尊、瓷板画呈现的佛本身故事、脱胎大漆的贤劫16尊菩萨、藻井彩绘等。

### 佛顶塔
在佛顶宫旁立着佛顶塔和明代的弘觉寺塔。佛顶塔塔高88米，面积4677平方米，九级四面，是一座唐代风格的建筑。
第八层安置有一口铜铸佛顶金刚钟，钟上刻有隆相法师书写的《金刚经》全文。第九层的如来殿供奉了一尊毗卢遮那佛坐佛。

### 郑和文化园
郑和文化园是郑和的墓冢。原墓圹呈长方形，南北走向，长约150米，东西宽约60米，墓顶高约8米。1985年修茸后的郑和墓保持了原墓回族和穆斯林葬仪习俗，为青石砌成的马蹄形墓园。墓盖石上雕饰云锦、莲花图案，刻有阿拉伯文字。墓后墙镶嵌石碑，阴刻隶书“郑和之墓”四字。

## 地理环境
牛首山海拔为242.9米，属于北温带、泛热带分布为主，地貌丰富，山体呈三迭系黄马青组砂岩，是沿江低山丘陵一部分；也是宁镇山脉西段三个之中的南分支。牛首山地区拥有植物六百一十八种，一百三十六科三百九九属。分别为裸子植物六科十四属十八种、蕨类植物十科十二属十五种、双子叶植物一百零一科三百零九属四百九十九种、被子植物一百二十科三百七十三属五百八十五种、单子叶植物十九科六十四属八十六种。

## 交通

### 公共汽车
江宁公交
| 牛首山风景区东 | 牛首山风景区东    | 牛首山风景区东 | 牛首山风景区东 | 牛首山风景区东 |
| 编号           | 路线              | 路线           | 路线           | 备注           |
| -------------- | ----------------- | -------------- | -------------- | -------------- |
| 美丽江宁2号线  | 安德门大街·东向花 | →              | 石塘人家       | 4–10月服务     |
| 美丽江宁2号线  | 天隆寺地铁站      | ←              | 石塘人家       | 4–10月服务     |
| G70            | 百家湖            | ⇆              | 牛首山景区     |                |
| 712            | 安德门大街·东向花 | →              | 发展路场站     | 原 安丹线      |
| 712            | 天隆寺地铁站      | ←              | 发展路场站     | 原 安丹线      |
| 755            | 安德门大街·东向花 | →              | 祖堂山         | 原 155         |
| 755            | 天隆寺地铁站      | ←              | 祖堂山         | 原 155         |

| 牛首山风景区西 | 牛首山风景区西    | 牛首山风景区西 | 牛首山风景区西 | 牛首山风景区西                 |
| 编号           | 路线              | 路线           | 路线           | 备注                           |
| -------------- | ----------------- | -------------- | -------------- | ------------------------------ |
| 美丽江宁1号线  | 安德门大街·东向花 | ⇆              | 朱门人家       | 4–10月服务                     |
| 710            | 雨花台南大门      | ⇆              | 谷里总站       | 原 雨谷线                      |
| 866            | 陆郎              | →              | 河定桥南       | 经雨花台区铁心桥街道 原 金陆线 |
| 866            | 陆郎              | ←              | 河定桥西       | 经雨花台区铁心桥街道 原 金陆线 |
| 975            | 谷里总站          | ⇆              | 世凹桃源       | 定时班车；原 谷桃线            |

南京公交
| 牛首山风景区西 | 牛首山风景区西     | 牛首山风景区西 | 牛首山风景区西 | 牛首山风景区西 |
| 编号           | 路线               | 路线           | 路线           | 备注           |
| -------------- | ------------------ | -------------- | -------------- | -------------- |
| B20金陵小城线  | 南京南站           | ⇆              | 金陵小城       | 仅节假日服务   |
| T10定制公交    | 南京站·南广场东    | ⇆              | 牛首山风景区西 | 仅节假日开行   |
| T12定制公交    | 安德门             | ⇆              | 牛首山风景区西 | 仅节假日开行   |
| T14定制公交    | 南京南站19路上客站 | ⇆              | 牛首山风景区西 | 仅节假日开行   |

### 地铁（规划中）
规划  南京地铁12号线牛首山站

## 延伸阅读
[在维基数据编辑]